# Ommata turrialbae
Ommata turrialbae là một loài bọ cánh cứng trong họ Cerambycidae.